# Christian Heinrich von Quitzow
Christian Heinrich von Quitzow (* 27. Juni 1737 auf Kuhsdorf; † 1. November 1806 in Magdeburg) war ein preußischer Generalmajor und Chef des Kürassierregiments Nr. 6.

## Leben

### Herkunft
Seine Eltern waren Franz Julius von Quitzow (* 28. April 1694; † 8. August 1774), Erbherr von Kuhsdorf, Bullendorf sowie Rönnebeck, und dessen Ehefrau Lucie Rosine Elisabeth, geborene von Rohr (Meyenburg) (* 21. Oktober 1705; † 7. April 1794). Sein Bruder Albrecht Ludwig (1740–1803) war Landrat und mit Dorothea Charlotte Emilie von Saldern (1742–1813), Tochter des Generals Wilhelm von Saldern verheiratet. Der jüngste Bruder Albrecht Heinrich († 20. Februar 1824) wurde preußischer Oberst und starb als letzter dieser Linie.

### Militärlaufbahn
Quitzow kam im Jahr 1755 als Standartenjunker in das Kürassierregiment „von Driesen“. Während des Siebenjährigen Krieges kämpfte er in den Schlachten von Lobositz, Breslau, Zorndorf, Kunersdorf, Liegnitz und Torgau. In der Schlacht bei Kolin wurde er verwundet. Zudem nahm er an den Gefechten bei Reichen sowie den Belagerungen von Prag und Schweidnitz teil. In der Zeit wurde er am 25. Februar 1757 Kornett und am 5. Februar 1760 Leutnant.
Nach dem Krieg wurde er am 2. Oktober 1768 Rittmeister und Kompaniechef. In den Jahren 1778/79 kämpfte er im Bayerischen Erbfolgekrieg. Am 19. Juni 1783 wurde Quitzow Major. Es folgten am 11. August 1790 die Beförderung zum Oberstleutnant sowie am 21. Januar 1793 zum Oberst. Im Ersten Koalitionskrieg kämpfte er bei der Belagerung von Mainz. Am 25. Juni 1800 wurde Quitzow dann Regimentskommandeur und am 2. Oktober 1800 zum Chef des Kürassierregiments „von Byern“ berufen. Am 20. Mai 1801 erhielt er die Ernennung zum Generalmajor mit Patent vom 22. Mai 1801. Quitzow zog dann 1806 in den Vierten Koalitionskrieg. In der Schlacht bei Auerstedt wurde er schwer verwundet und blieb bis zum 15. Oktober 1806 unversorgt auf dem Schlachtfeld. Nachdem man ihn gefunden hatte, wurde Quitzow nach Magdeburg gebracht, wo ihm der Fuß amputiert werden musste. Er starb am 1. November 1806 in Magdeburg an seiner Verwundung.

### Familie
Bei Priesdorff wird Karoline von Roth als seine Frau angegeben. Gemeint ist vermutlich Karoline von Rohtt von und zu Holzschwang, diese war aber die Frau seines Bruders August Heinrich. Auch der angegebene Sohn war sein Neffe.